# Тони Монтано
Велибор Милькович (серб. Велибор Миљковић, 1962, Белград — 22 мая 2024, Белград), более известный под сценическим псевдонимом Тони Монтано, — сербский рок-музыкант.

## Биография

### Radost Evrope
Милькович начал свою карьеру в качестве вокалиста панк-рок-группы «Radost Evrope» («Радость Европы»), образованной в 1979 году. В состав группы входило большое количество участников, в том числе Диме «Мюне» Тодоровский, позже участник группы «Партибрејкерс» и Слободан «Лока» Нешович, впоследствии участник Urbana Gerila/Berliner Strasse и Defektno Efektni. Они репетировали и выступали в белградском СКЦ, в основном исполняя кавер-версии песен Ramones, но также пели свои собственные песни. Группа не оставила никаких записей и выступала до 1985 года, пока не распалась. Однако часть материала в исполнении Radost Evrope появилась на дебютном альбоме Мильковича. Одно из последних живых выступлений группы состоялось на разогреве у Angelic Upstarts в апреле 1985 года. После распада группы Милькович занялся сольной карьерой.

### Сольная карьера
После расформирования группы «Radost Evrope» Милькович назвал себя в честь главного героя фильма «Лицо со шрамом» Тони Монтаны. Он выпустил свой дебютный альбом «Tonny Montano» в 1986 году. Альбом был спродюсирован участником группы Buldožer Борутом Чинчем (который также играл на клавишных инструментах в альбоме) и сочетал в себе панк-рок и рокабилли — комбинацию, которую Монтано назвал frkabili (рашабилли). В альбом вошли песни «Vreme je da Skinem mrak» («Пришло время мне забить в первый раз»), «Frigidna» («Фригидная», кавер на песню Sex Pistols «Friggin' in the Riggin») и «Boli me zub» («Мой зуб болит»), которую ранее исполняла «Radost Evrope». В него также вошли кавер-версии песен Драгана Стойнича «Balada o Boni i Klajd» («Баллада о Бонни и Клайде») и «Do You Wanna Dance?» Бобби Фримена. Вначале группа поддержки Монтано состояла из музыкантов, которые также выбрали псевдонимы в честь известных гангстеров: Эди Сальваторе (бывший участник Radost Evrope, гитара), Манзанера (бывший участник «Партибрејкерс», ударные), Пьетро Маноло (бас-гитарист), Серджо Манини (гитара), все они одновременно являлись участниками группы Rock Street.
Следующая пластинка Тони Монтано Talični Tom je mrtav («Счастливчик Люк мёртв»), выпущенная в 1987 году, отличалась похожим звучанием, а в 1988 году он выпустил концертный альбом Live — mi smo iz Beograda (Mutant party), который не был хорошо принят публикой. В то время Тони Монтано и группа Đavoli из Сплита организовали корпоративный тур по Югославии. Альбом Lovac na novac (Охотник за деньгами) был выпущен в 1991 году и включал кавер на песню Джордже Марьяновича «Zvižduk u osam» («Свисток в восемь часов») и футбольную песню «Mi smo šampioni» («Мы чемпионы»), а также песню «Odlaziš 1984—1990» («Ты уезжаешь 1984—1990»), посвящённую участникам хорватской рок-группы Prljavo kazalište. В альбоме на бэк-вокале присутствовали участники группы Vampiri.
В 1993 году Тони Монтано сыграл в спектакле «Однажды в Белграде» в постановке самого себя и Мики Манойловича. В честь спектакля Тони Монтано выпустил одноимённый альбом. В песне «Крёстный отец» в качестве гостей выступили представители группы Orthodox Celts. Альбом Najbolje od najboljeg 1991—1995 (Best of the Best 1991—1995) вышел в 1995 году. В песне «Mi smo srećna porodica» («Мы счастливая семья») вокалистом был Нелле Карайлич. Альбом «Moja žena fudbal ne voli! (Zašto?)» («Моя жена не любит футбол! (Почему?)») включены перезаписанные песни «Mi smo šampioni» и «Mi smo iz Beograda», а также футбольное песнопение «Obilić», записанное для ФК Обилич. Сборник Hajde, slušaj ovaj CD (Давай, слушай этот компакт-диск), выпущенный в 1999 году, включал кавер на песню Элвиса Дж. Куртовича «Da bog da crk’o rock ’n’ roll» («Я надеюсь, рок-н-ролл умирает»). В то же время был выпущен студийный альбом «Srećan rođendan» («С Днём Рождения»). В альбоме приняли участие участники Radijacija и Mega Bend, гитарист Ненад «Неле» Стаматович (бывший участник группы Bulevar) и певица Соня Митрович «Хани». «Srećan rođendan» представил кавер-версию песни Prljavo kazalište «Široke ulice» («Широкие улицы»). После политических перемен 2000 года в Сербии Монтано меньше стал появляться на сцене.
В 2006 году Монтано выпустил сборник «Blue Eyes — Best of Tonny Montano», а в 2007 году ещё один, под названием «Lepšoj od najlepše» (Красивейшей), оба были выпущены City Records.
В 2012 году Монтано выпустил сборник «Istinita ljubavna priča — Jubilej — 25 godina muzičkog rada» («True Love Story — Jubilee — 25 лет музыкальной работы») через PGP-RTS. После выпуска сборника Монтано собрал группу белградских музыкантов, чтобы сформировать гастрольную группу для возвращения с живыми выступлениями. В состав вошли Эдди Сальваторе (ритм-гитара), Сантос Трафиканте (соло-гитара), Винченцо де Мора (бас-гитара) и Эмилио Хорхас (ударные). Монтано и группа впервые выступили на Белградском пивном фестивале 14 августа 2012 года.

### Смерть
Милькович был найден мёртвым в своей квартире в Белграде 22 мая 2024 года. Результаты вскрытия ещё не получены.

## Память
В 2000 году сербская певица Виктория перепела песню Монтано «Svi se sada njišu» («Теперь все качаются») в своём концертном кавер-альбоме Nostalgija (Ностальгия).

## Дискография

### Студийные альбомы
- Tonny Montano (1986)
- Talični Tom je mrtav (1987)
- Lovac na novac (1991)
- Bilo jednom u Beogradu (1994)
- Moja žena fudbal ne voli! (Zašto?) (1997)
- Srećan rođendan (1999)

### Концертные альбомы
- Mutant Party Live! (Mi smo iz Beograda) (1988)

### Сборники
- Najbolje od najboljeg 1986—1991 (1995)
- Najbolje od najboljeg 1991—1995 (1995)
- Hajde, slušaj ovaj CD (1999)
- Blue Eyes — Best of Tonny Montano (2006)
- Lepšoj od najlepše! (2007)
- Istinita ljubavna priča — Jubilej: 25 godina muzičkog rada 1986—2011 (2012)
- Neću da budem šljam — Jubilej: 37 godina muzičkog rada (2019)

### Синглы
- Perač prozora/Frigidna (1986)
- Talični Tom je mrtav/Banane (1987)
- Da bog da crk’o rock 'n' roll (1998)